# Attentat de Zagreb du 23 octobre 2008

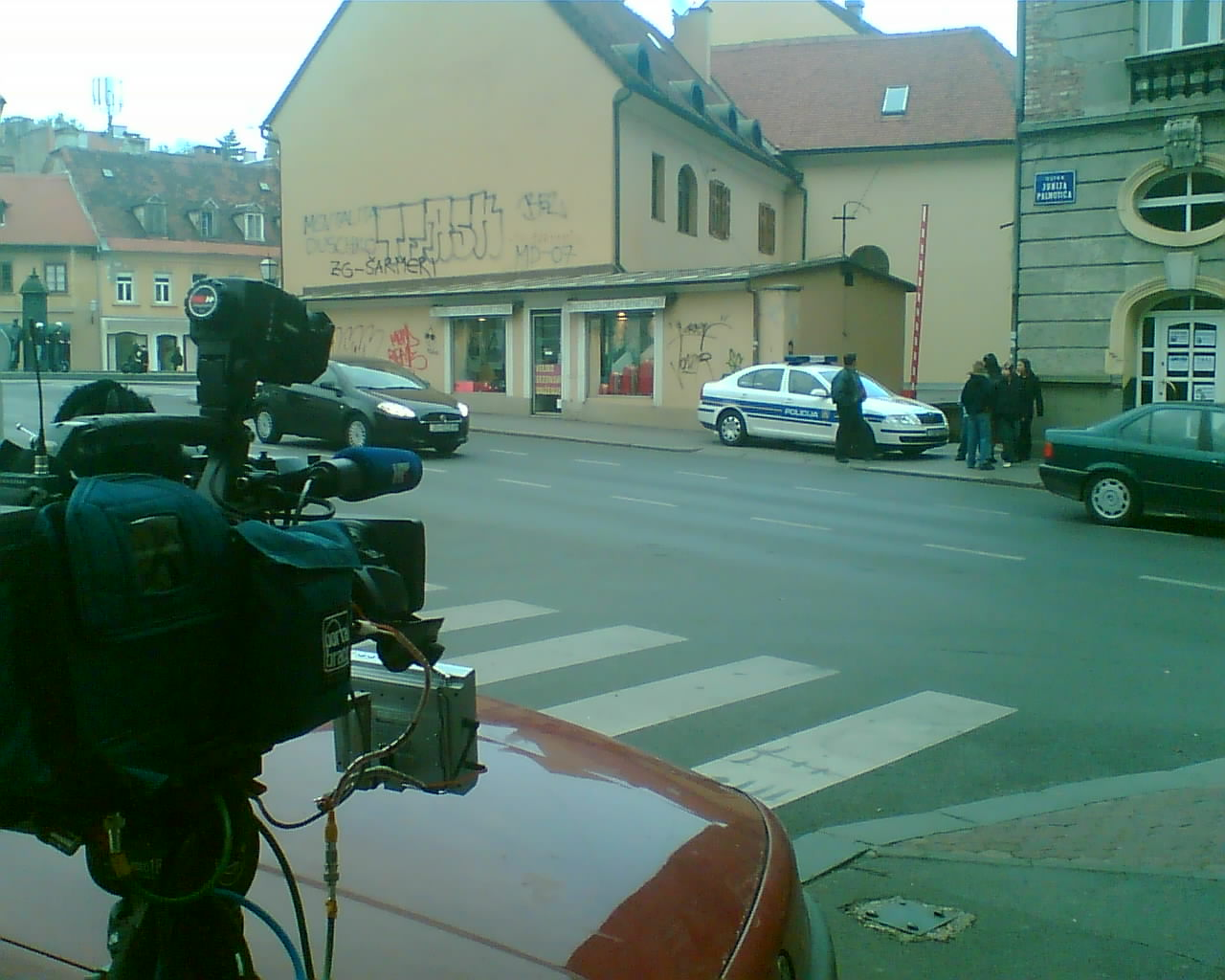
L'entrée du parking deux jours après l'attentat

L’attentat de Zagreb du 23 octobre 2008 est une attaque visant le journaliste et propriétaire de l'hebdomadaire croate Nacional, Ivo Pukanić, et réalisé grâce à une bombe déclenchée à distance et placée à proximité de la voiture du journaliste garée devant la rédaction du journal, dans le centre de Zagreb. L’attaque tue Ivo Pukanić ainsi qu'un autre employé du journal, Niko Franjić, et a blessé trois personnes. Elle a eu lieu à 18 h 22 (16 h 22 UTC) dans un parking extérieur donnant sur Palmotićeva et Stara Vlaška à quelques centaines de mètres de la Place Ban Jelačić, la place centrale de Zagreb.

## Contexte
Ivo Pukanić (né en 1961) est une personnalité controversée. Il obtient en 2003 une interview d'Ante Gotovina, alors que celui-ci est recherché par le TPIY, et accuse en mai 2001 Milo Đukanović, l'homme d'affaires Stanko Subotić, et le premier ministre de Serbie Zoran Đinđić d'être liés à un trafic de cigarettes. Victime d'une tentative d'assassinat en avril 2008, il survit en se jetant au sol alors que le revolver de son assaillant se serait enrayé. La police suspecte la tentative d'assassinat d’être un avertissement lancé à Ivo Pukanić pour le dissuader de poursuivre certaines activités. À la suite de cette attaque, il est placé sous protection policière mais le gouvernement annonce qu'il avait lui-même demandé la fin de cette protection deux mois avant l'attentat.
L'attentat du 23 octobre 2008 est rapidement associé à l'augmentation de la criminalité et de l'insécurité à Zagreb en 2008. En avril 2008, un supporter de football, membre des Bad Blue Boys, est tué à Ribnjak en périphérie de Zagreb ; évènement suivi par des vengeances des Bad Blue Boys envers les groupes alternatifs, notamment les Punks,. Plus tard, un homme est battu à mort à un arrêt de bus situé dans une avenue très fréquentée (Avenue Većeslav Holjevac). Début octobre 2008, à la suite de l'assassinat d'Ivana Hodak, la fille de l'avocat Zvonimir Hodak défendant Vladimir Zagorec, un ancien général accusé de vol de bijoux, lui ayant été confiés comme gage pour des achats d'armes pendant la guerre de Croatie, le ministre de l'Intérieur Berislav Rončević et la ministre de la Justice Ana Lovrin, du dixième gouvernement de Croatie, ainsi que le chef de la police de Zagreb, sont limogés,. Rončević est remplacé par Tomislav Karamarko et Lovrin par Ivan Šimonović,. La veille de l'attentat contre Ivo Pukanić, le parlement croate vote, à 75 votes contre 53 (une abstention), contre une motion de censure demandée par le parti social-démocrate notamment en raison des activités mafieuses au sein de la capitale.

## Déroulement
L'attentat a lieu à 18 h 22, heure locale. La bombe est placée dans une poubelle à proximité de la Lexus appartenant au journal,. 
Ivo Pukanić et Niko Franjić, directeur marketing, meurent sur le coup. L’attentat se produit dans un parking extérieur donnant sur Palmotićeva (45° 48′ 48″ N, 15° 58′ 57″ E) une rue passante du centre de Zagreb, près de Stara Vlaška et de la place Josip Lang et proche de la rédaction du journal, à quelques centaines de mètres de la place principale de Zagreb, la place Ban-Jelačić. La police bloque immédiatement  la circulation tout autour du lieu de l'explosion, causant d'importants embouteillages autour du centre-ville. Un homme d'une trentaine d'années, portant une casquette de baseball, aurait été vu s'enfuyant en courant dans Palmotićeva, une rue adjacente,,.

## Réactions
Dans une conférence de presse spéciale, le président du gouvernement Ivo Sanader refuse une proposition de déclencher l'état d'urgence. Les médias demandent le déclenchement d'un plan spécial anti-mafia, comparable à l'opération Sabre, déclenchée en Serbie après l'assassinat du premier ministre de Serbie Zoran Đinđić, qui avait abouti à l'arrestation d'une centaine de personnes.

## Enquête
Parmi les suspect, la police nomme Sretko Kalinić, un homme de main du clan Zemun de la mafia serbe  condamné in absentia à 40 ans de prison en Serbie pour 8 assassinats et son implication dans de nombreuses affaire criminelle. Il est aperçu en Croatie une semaine avant l'attentat. On rapporte qu’il aurait été impliqué dans d'autres assassinats en Bosnie-Herzégovine. 
Le 27 octobre, la police interroge de nombreux anciens policiers et militaires soupçonnés de pouvoir fournir de tels explosifs. Le 29 octobre, la police arrête 10 personnes décrits par le porte parole de la police comme de « dangereux membres du milieu criminel ».